# Ekie エキキタパーク

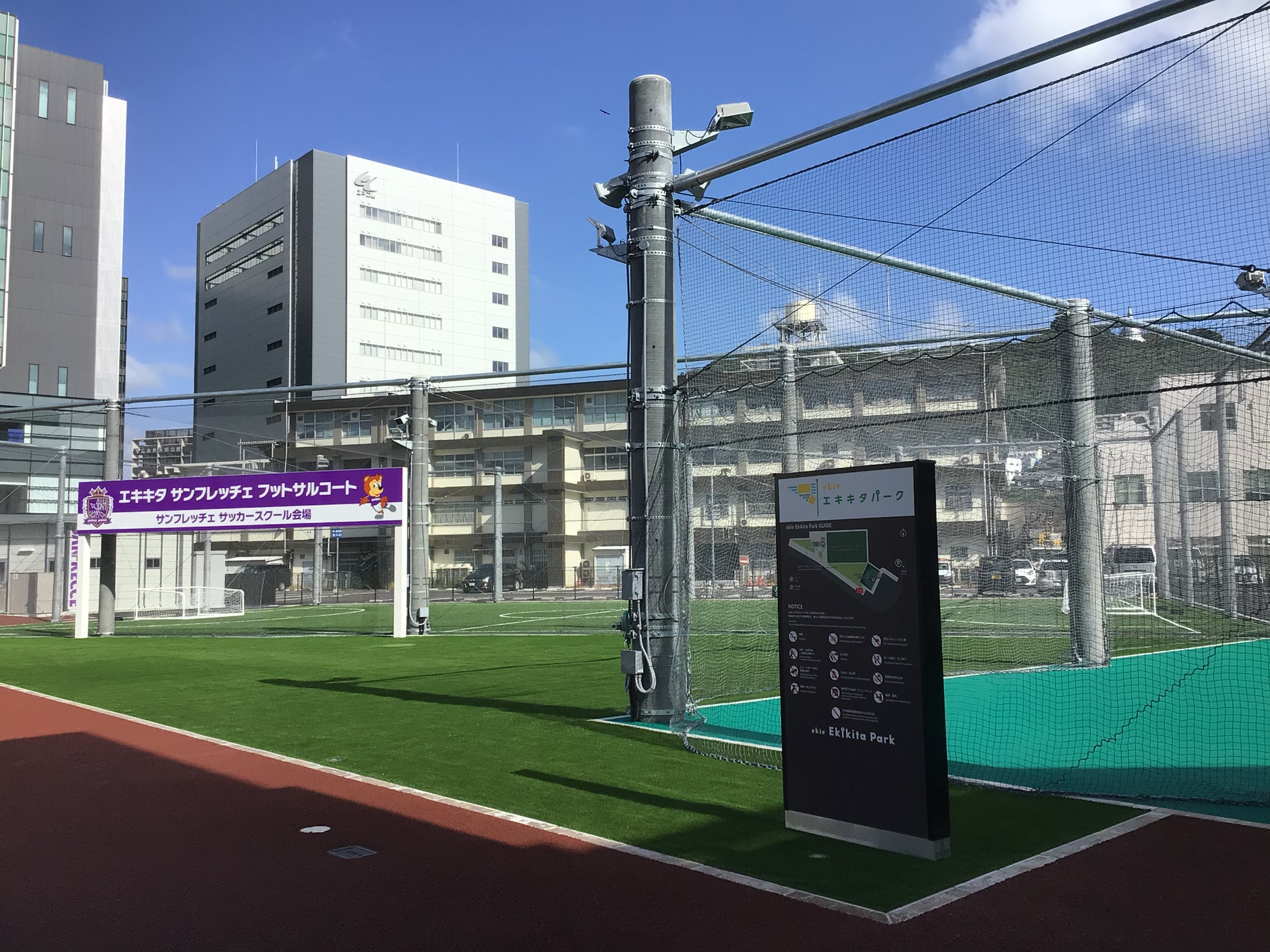
ekie エキキタパーク

ekie エキキタパークは広島県広島市の広島駅北口にあった多目的広場。JR西日本広島支社の跡地に2022年9月17日にオープンした。略称はエキパ。
住所は広島県広島市東区二葉の里3-8-24。
2025年2月11日に運営終了。

## 概要
スポーツ用のコートや芝生の広場を併設している。人工芝のフットサルコートで行われるフットサル教室の他、土日祝日を中心にイベントが開催される。

## 施設
- エキキタ サンフレッチェフットサルコート - エキキタパークのWEBサイトから予約すれば一般利用も可能。
- エキキタ サンフレッチェ3×3コート - エキキタパークのWEBサイトから予約すれば一般利用も可能。
- 芝生広場（敷地南側）
- 管理棟（受付・更衣室・シャワールーム・トイレ）[4]